# Cingolo (trasporti)

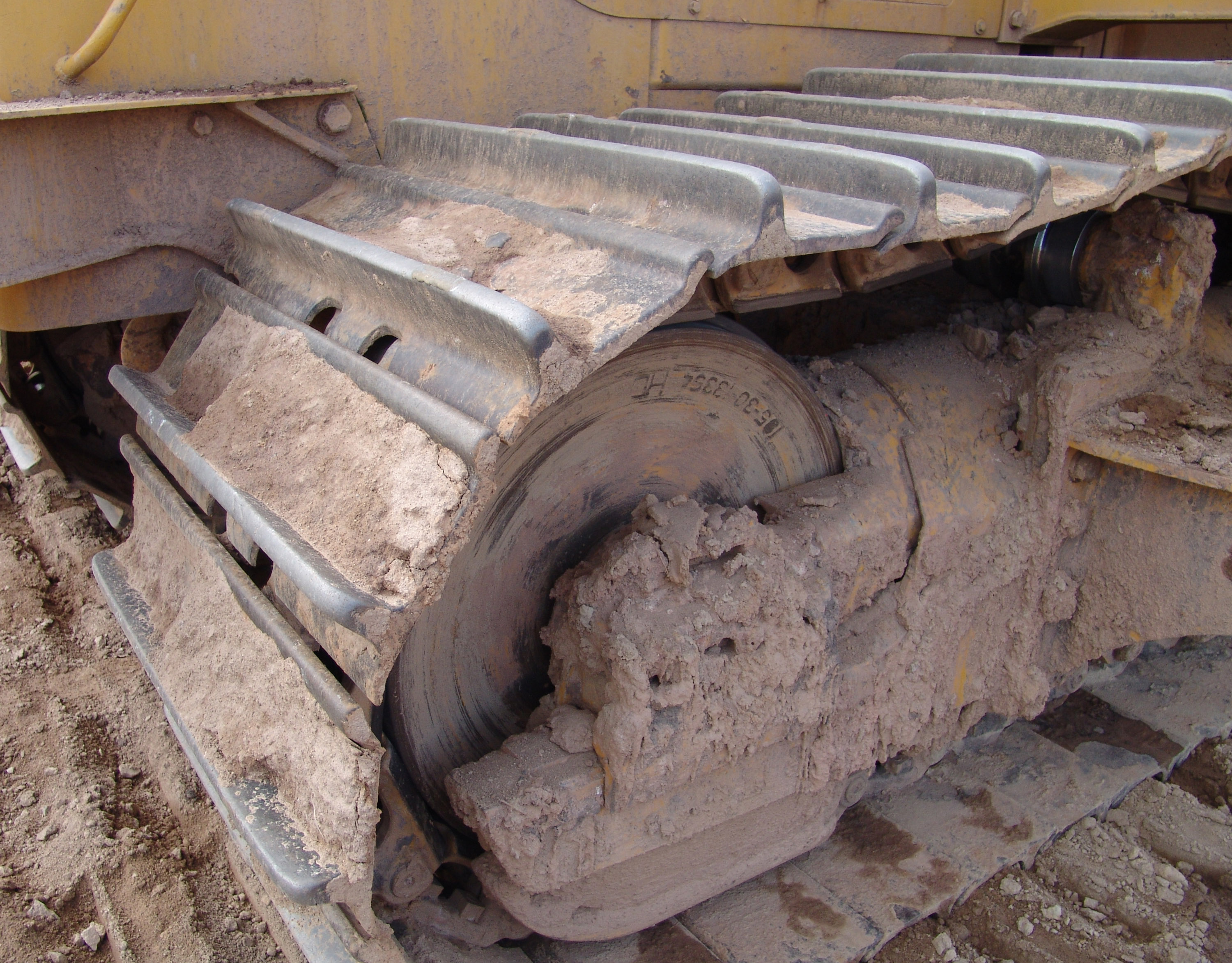
Cingolo

Il cingolo è uno strumento di locomozione alternativo alla ruota per i veicoli terrestri.
L'uso dei cingoli risale alla seconda metà del XIX secolo, quando la trazione animale cominciò ad essere sostituita dalla trazione a motore, anche se gli studi più antichi risalgono al 1770.

## Descrizione e meccanica

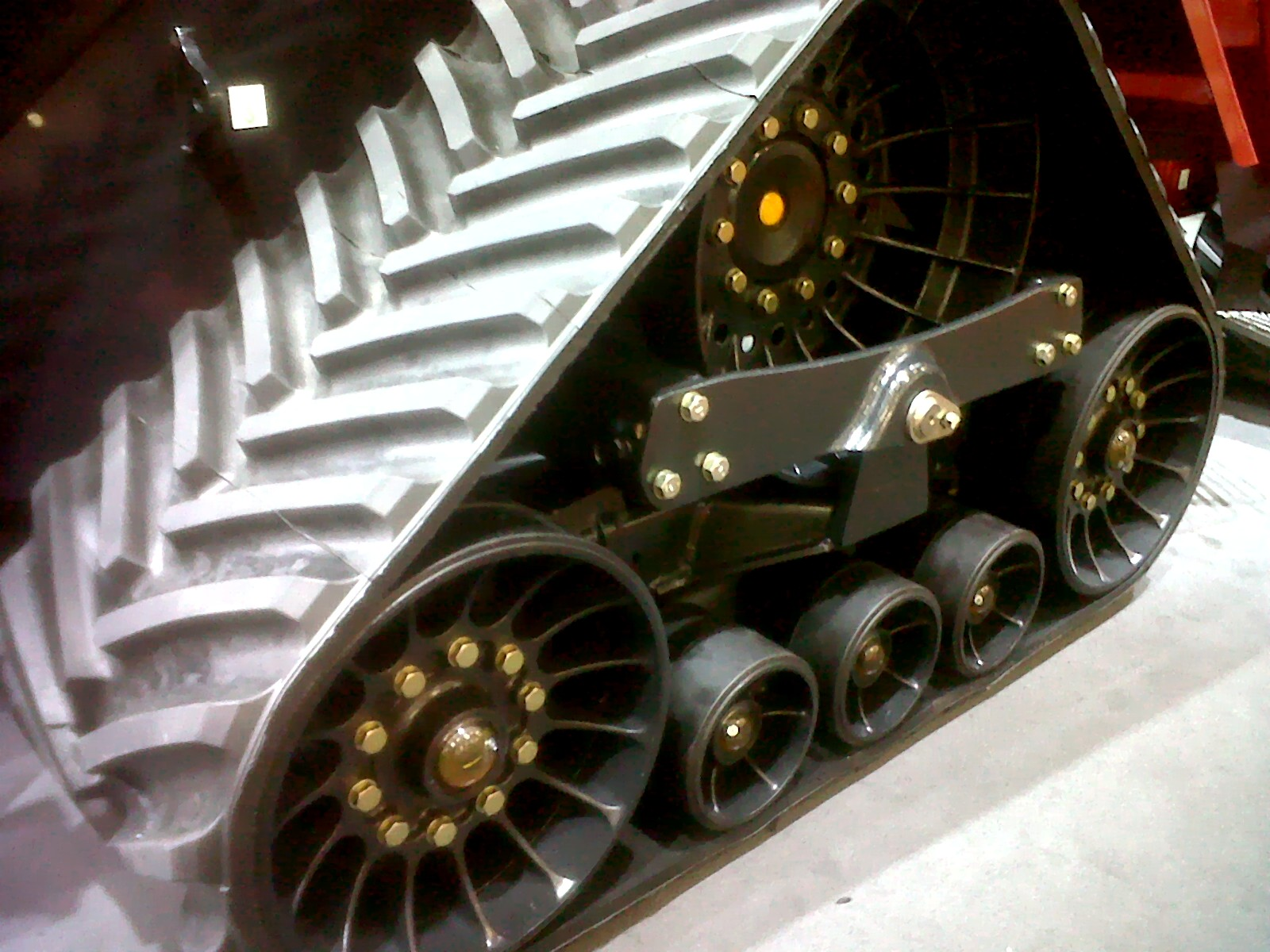
Cingolo di gomma di una macchina agricola

Viene utilizzato soprattutto su veicoli semoventi per la trasmissione al suolo della forza prodotta dal motore, ma può essere presente anche su veicoli trainati. 
Il cingolo presenta caratteristiche diverse da quelle della ruota: permette una minore pressione sul terreno e, su particolari suoli deformabili e poco coerenti, comporta anche un aumento dell'aderenza pur a parità di peso aderente del veicolo e di materiali e forma delle superfici (ad esempio nel confronto tra pneumatico e cingolo in gomma).
In generale comunque per i cingoli si sono storicamente adottate tipologie di superfici e materiali diversi da quelli impiegati per le ruote, quali ad esempio l'acciaio (sia per le maglie del cingolo che per le ruote che vi scorrono sopra), con superfici tipicamente munite di rilievi rigidi piuttosto appuntiti.
Per questo motivo l'aderenza di questi cingoli risulta notevolmente superiore, anche a parità di peso del veicolo, a quella degli pneumatici; inoltre la resistenza all'avanzamento (detta anche attrito volvente) risulta notevolmente ridotta, in particolare su suoli accidentati, per via dell'effetto "binario" che dimostrano le ruote nel rotolare sulla porzione di cingolo metallico steso al suolo.
Il meccanismo di aderenza dei cingoli al suolo è distinto nel caso in cui ci sia infissione della loro scolpitura nel suolo o meno.
Nel primo caso il meccanismo di aderenza si basa sulla resistenza dei tasselli di terreno interposti tra una scolpitura e l'altra, e la perdita di aderenza avviene per rottura degli stessi tasselli e loro distacco dal resto del suolo: il limite di aderenza dipende quindi dalla coesione e dall'attrito interni del terreno, e questi dipendono solo in parte dalla pressione esercitata dal veicolo, poiché anche a pressione nulla si osserva una certa resistenza e quindi una certa capacità di trasmettere aderenza al cingolo; in questo caso il limite di aderenza del cingolo aumenta con la superficie del cingolo stesso ed in particolare col numero ed il distanziamento delle scolpiture. Quindi a parità di forma delle scolpiture, di materiale e di peso dei veicoli, il veicolo con cingoli infissi nel suolo dimostra un'aderenza massima maggiore del corrispondente veicolo con ruote infisse nel suolo.
Nel secondo caso invece il meccanismo dell'aderenza è identico a quello delle ruote aventi uguale tipo di superficie, ed in particolare l'aderenza massima (al limite dello slittamento) è identica a quella di un uguale veicolo dello stesso peso e con ruote con tipo di superficie identico, perché benché la superficie di appoggio al suolo in grado di scambiare forze di trazione sia maggiore, per lo stesso motivo la pressione al suolo risulta inferiore e di conseguenza anche l'aderenza per unità di superficie, e le due variazioni di grandezza rispetto al veicolo con ruote si compensano perfettamente. Pertanto a parità di forma delle scolpiture, di materiale e di peso dei veicoli, i veicoli con cingoli non infissi nel suolo dimostra un'aderenza massima identica a quella del veicolo con ruote non infisse nel suolo.
Spesso tuttavia i cingoli non vengono adottati per esigenze legate ad una maggiore trazione, bensì per ottenere un miglior "galleggiamento", ossia un minor rischio di affondamento su terreni poco portanti, e contemporaneamente diminuire la compressione e la costipazione del terreno grazie alla minore forza peso per unità di superficie. Questa è l'esigenza per cui le cingolature vengono adottate talvolta anche su veicoli trainati.

## Calcolo della forza
Le ruote esercitano una pressione al suolo data da
dove ps è la pressione al suolo, W è il peso del veicolo e A è l'area dell'impronta lasciata dal mezzo di supporto del veicolo sul suolo. Nel caso che gli pneumatici siano a camera d'aria la pressione al suolo è approssimativamente la pressione di gonfiaggio degli pneumatici stessi. Un'eccessiva pressione al suolo comporta il cedimento del suolo stesso, e quindi l'inefficacia del sistema di trazione del veicolo (chiunque abbia guidato un'automobile normale su terreni sabbiosi o fangosi sa i risultati che si ottengono se il terreno non sostiene le ruote). Considerando che il peso dei veicolo non sia modificabile, per ridurre la pressione al suolo è necessario aumentare l'area di contatto fra il veicolo ed il suolo. Tuttavia l'area di contatto di un veicolo lungo L con ruote di diametro D, in cui ognuna lascia un'impronta I, non può essere superiore a 
quindi, per aumentare A, era necessario un mezzo di trasmissione al suolo della forza del motore diverso dalla ruota, ma che si "adagiasse" su un'area maggiore per ridurre la pressione, inoltre questo mezzo doveva "rotolare" per permettere una trasmissione continua del moto.
La prima soluzione trovata fu di collegare piastre metalliche (maglie) alle loro estremità tramite perni, in modo tale che la pressione al suolo fosse esercitata su una lunghezza quanto più prossima possibile a quella del veicolo e per una larghezza sensibilmente superiore a quella di una ruota. In questo modo si otteneva una bassa pressione al suolo, tuttavia sorgevano difficoltà per la trasmissione della forza motrice sul suolo (in quanto solo l'attrito fra acciaio e suolo non era sufficiente a garantire la forza di trazione necessaria a far muovere il veicolo). Per questo motivo poco dopo la loro introduzione i cingoli furono muniti di risalti, in modo che, "punzonando" il terreno, potessero esercitare una forza maggiore sul terreno stesso.

## Vantaggi e svantaggi del cingolo metallico

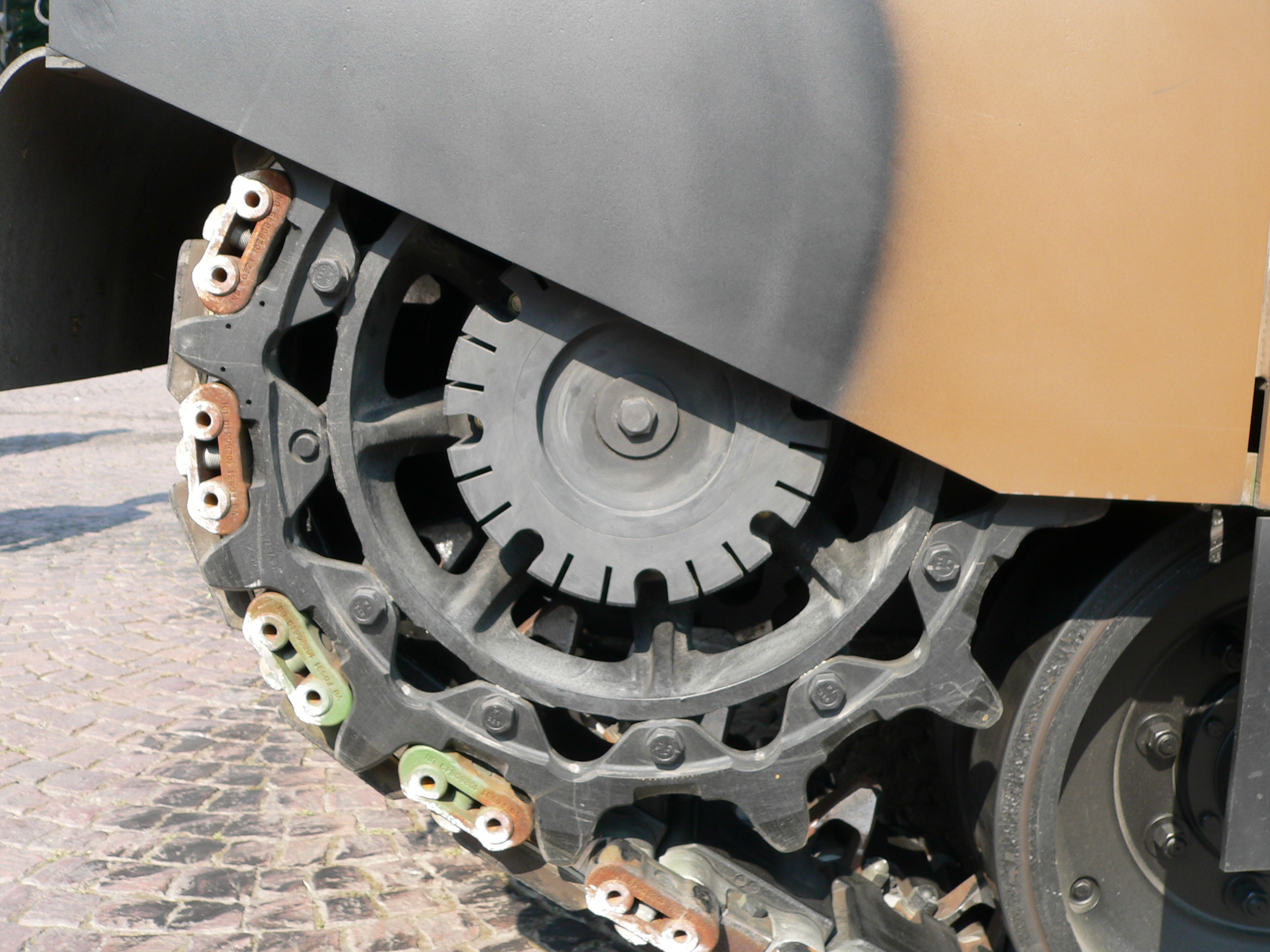
Particolare del pignone di un cingolo

Il vantaggio del cingolo nei confronti della ruota è dato dalla maggiore impronta al suolo, che permette quindi di operare su terreni con scarsa capacità portante, sui quali un veicolo a ruote non sarebbe capace di muovere (sabbia, fango, neve), anche in totale assenza di strade ove il cingolo consente inoltre un migliore e più stabile assetto complessivo del veicolo, facilitando il superamento di dossi e cunette particolarmente impegnativi. In genere i veicoli cingolati hanno una mobilità superiore a quella dei veicoli forniti di pneumatici su terreno accidentato, infatti riducono i sobbalzi scivolando sugli ostacoli di dimensioni ridotte. Inoltre i cingoli sono più resistenti degli pneumatici, in quanto non possono esplodere o essere bucati. Infine i veicoli cingolati hanno la possibilità di ruotare con raggi di curvatura minori, in quanto bloccando un cingolo si può ruotare con un raggio di sterzata uguale alla larghezza del veicolo e, utilizzando un cingolo in retromarcia, è possibile addirittura ruotare rimanendo sostanzialmente sul posto.
Tuttavia questi vantaggi possono essere limitati dagli svantaggi del cingolo nei confronti della ruota, che possono essere riassunti qui di seguito:
- il cingolo è più pesante della ruota, quindi per accelerare il movimento richiede dal motore una coppia maggiore di quella richiesta da una ruota (a parità di accelerazione)
- il cingolo con scolpiture appuntite, benché adatto ai suoli incoerenti, può danneggiare la pavimentazione delle strade, quindi spesso il movimento di mezzi provvisti di cingoli è proibito su strade pubbliche. Un compromesso per permettere il passaggio di veicoli cingolati su strade civili è l'utilizzo di sovrapattini/tacchi di gomma o metallo per coprire i risalti del cingolo, in modo tale da ridurre notevolmente il danno sull'asfalto
- il cingolo è molto più sollecitato della ruota, quindi un uso prolungato può portare ad una rottura dei perni (più raramente delle maglie), quindi è richiesto un controllo programmato ed un programma di sostituzioni sui cingoli (in alcuni casi la vita media dei cingoli era ridotta fino a 200 h[1]), inoltre è sufficiente il collasso di un solo elemento per bloccare tutto il veicolo.

## Uso dei cingoli in campo civile

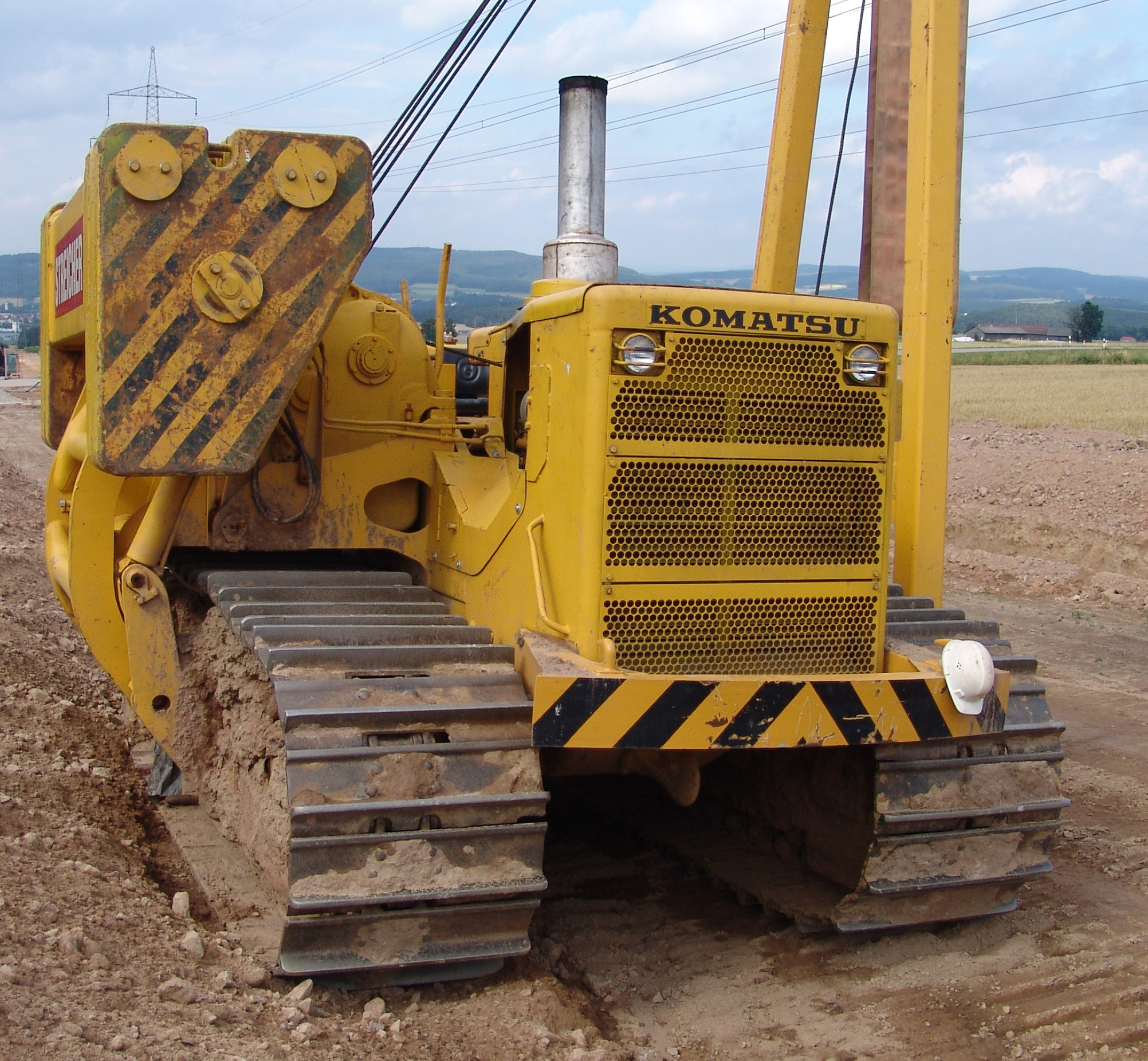
Macchinario dotato di cingoli

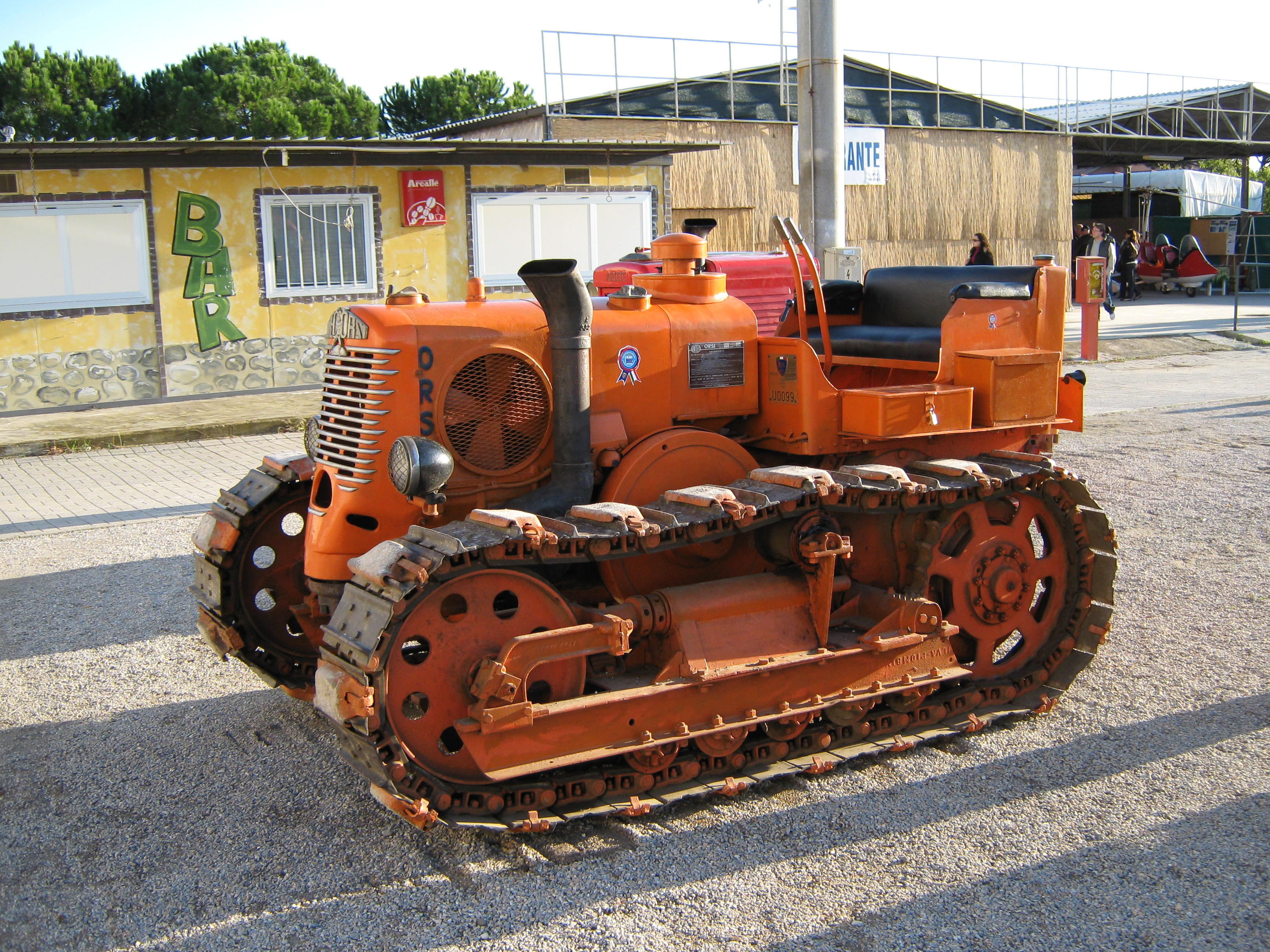
Trattore cingolato munito di sovrapattini/scarpe per non rovinare le superfici rigide quali il cemento

Il primo cingolo per usi civili fu brevettato nel 1901 da Alvin Lombard per i suoi trattori a vapore. I trattori Lombard erano destinati a trascinare i tronchi nelle aree da disboscare, ma fu chiaro che potevano essere usati vantaggiosamente anche per trattori agricoli, infatti tali veicoli erano destinati ad operare su terreni in cui la sofficità del terreno (generalmente appena lavorato) richiedeva una pressione sensibilmente più bassa di quella che si poteva ottenere con ruote, considerando anche il peso elevato dei veicoli (fine XIX, inizio XX secolo) dell'epoca.
Da questa prima utilizzazione si è passati all'uso di mezzi cingolati per lavori stradali in terreni difficilmente raggiungibili, quindi sono stati realizzati bulldozer, ruspe, scavatrici e veicoli similari su cingoli.

## Uso dei cingoli in campo militare

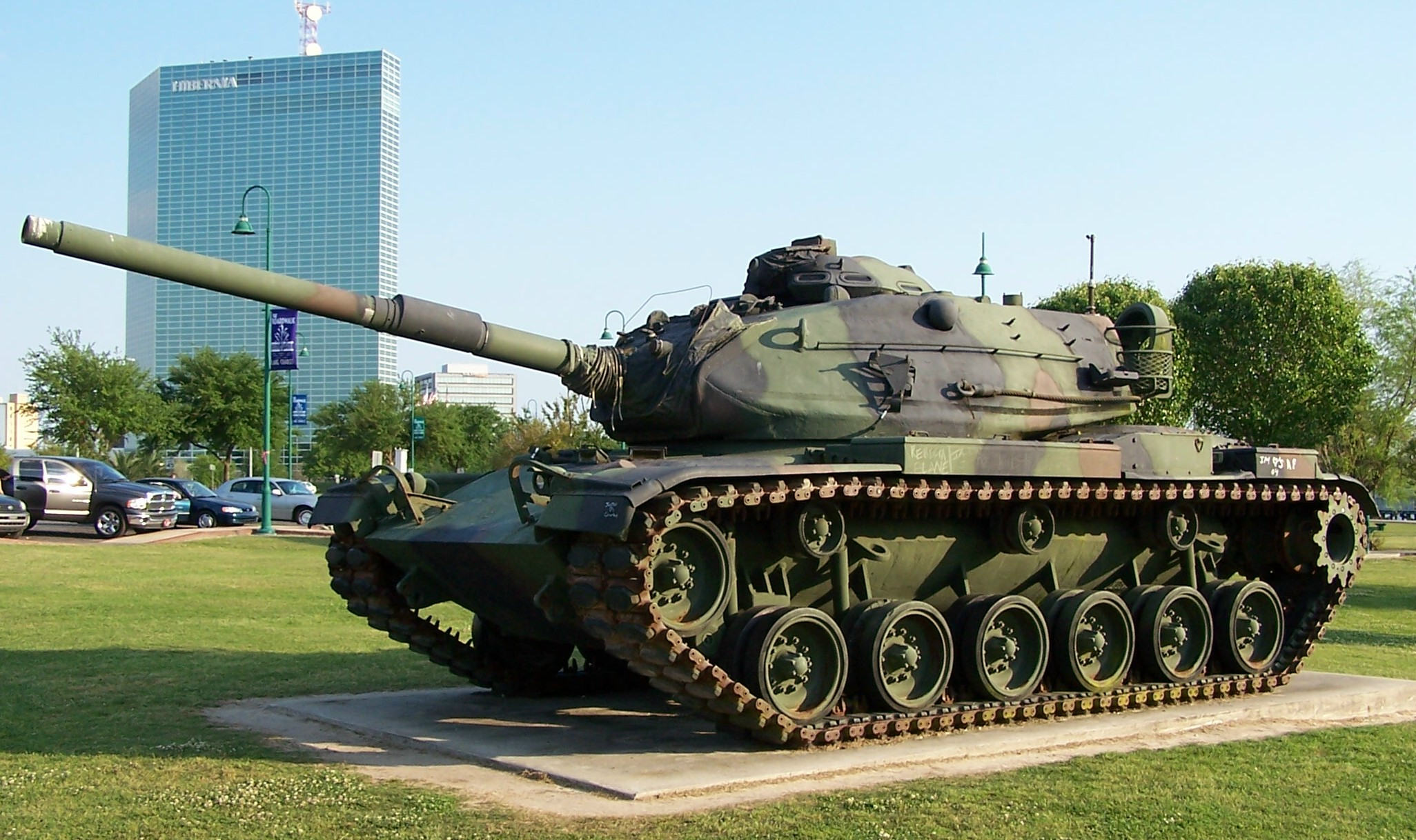
Vista laterale di un carro armato da combattimento M60 Patton

L'uso dei cingoli in campo militare ha comportato problemi sensibilmente più gravosi di quelli per i veicoli civili, infatti le richieste nei due casi sono sensibilmente differenti. I veicoli cingolati per uso civile generalmente vengono trasportati fino ad una distanza relativamente breve (generalmente inferiore a 1 km) dal loro luogo di impiego da carrelli ruotati, quindi non è richiesto che abbiano una velocità elevata o che permettano un buon comfort al personale a bordo, invece i problemi legati all'uso militare di veicoli cingolati sono sensibilmente diversi. In particolare i veicoli cingolati militari devono essere in grado di tenere una velocità di alcune decine di chilometri all'ora per un periodo di diverse ore, quindi i cingoli devono essere progettati in modo tale da permettere velocità simili senza rotture e permettendo all'equipaggio di non subire uno stress eccessivo. Questi requisiti hanno imposto uno studio non solo dei cingoli isolatamente, ma di tutto il sistema di sospensioni e ammortizzatori del veicolo.
I cingoli moderni sono costituiti da catene modulari chiuse costituite da maglie collegate fra loro da perni, queste catene generalmente sono larghe e fatte in acciai speciali. In questo modo i cingoli possono essere sufficientemente flessibili ed arrotolarsi attorno ad una serie di ruote per formare il circuito senza fine.
Il peso del veicolo viene trasferito sulla parte più bassa del cingolo con un certo numero di ruote (generalmente gommate con gomme piene) singole o da gruppi collegati di ruote chiamati carrelli. In genere le ruote sono montate su sospensioni per ammorbidire il movimento su terreno vario. Uno dei maggiori problemi per la progettazione di un sistema di trazione su cingoli risiede proprio nella progettazione del sistema di sospensioni. I primi progetti di sistemi di cingoli (per esempio i carri armati della prima guerra mondiale) erano totalmente privi di sospensioni, successivamente si passò a molle che permettevano pochi centimetri di spostamento, per arrivare a sistemi idropneumatici (M1 Abrams) in cui è possibile uno spostamento di diverse decine di centimetri, includendo quindi anche ammortizzatori.

Cingolo con due ruote d'appoggio

Cingolo con cinque ruote d'appoggio

I cingoli sono mossi da una ruota dentata (ruota motrice), mossa direttamente dagli organi di moto del veicolo, che impegna fori nelle maglie dei cingoli o pioli sporgenti da essi per muovere il cingolo stesso. La ruota motrice è generalmente montata molto sopra al livello a cui il cingolo viene a contatto con il suolo, quindi viene tenuta in posizione fissa rispetto al telaio del veicolo, dato che un sistema di sospensioni sulla ruota motrice, pur essendo realizzabile, presenterebbe problemi dal punto di vista meccanico. All'estremità opposta del cingolo è posta una ruota su cui non agisce il motore (ruota di rinvio), principalmente per fare in modo che il cingolo arrivi a terra con un certo angolo (angolo di attacco) che permette al veicolo di superare gli ostacoli. Generalmente la ruota di rinvio è collegata al meccanismo tendicingolo, che permette di dare ai cingoli la tensione corretta, una tensione eccessiva tende a caricare indebitamente i perni del cingolo, mentre una tensione troppo bassa tende a far "scingolare" il veicolo, cioè a far uscire il cingolo dalla guida delle ruote di appoggio. Per ridurre i rischi dello "scingolamento" sono previsti risalti sulla parte interna del cingolo, che scivolano entro intagli tra le ruote di appoggio (generalmente doppie) e le sulle ruote motrici e di rinvio.
Nella parte superiore (quella che non tocca terra) del treno di rotolamento possono essere previsti rullini di ritorno, per sostenere il cingolo nella parte che non tocca terra, o può essere previsto il cingolo libero, che si muove sulla parte superiore delle ruote di appoggio. In via generale, i rullini di ritorno sono necessari quando la ruota motrice è posta posteriormente rispetto alla direzione di marcia primaria del veicolo. Questo perché la marcia in avanti in questa configurazione presenta il cingolo teso nella parte inferiore e lasco in quella superiore, che scorre sui rullini. I sistemi di trazione con ruota motrice anteriore invece tendono direttamente la parte superiore del cingolo: in questa configurazione eventuali rullini di ritorno supportano il cingolo durante l'inversione del moto.